# Pteragogus pelycus
Pteragogus pelycus är en fiskart som beskrevs av Randall, 1981. Pteragogus pelycus ingår i släktet Pteragogus och familjen läppfiskar. IUCN kategoriserar arten globalt som livskraftig. Inga underarter finns listade i Catalogue of Life.